# Agnosia auditiva
La agnosia auditiva es una forma de agnosia que se manifiesta principalmente por la incapacidad para reconocer o diferenciar sonidos. No se trata de un defecto de la audición, sino de una incapacidad del cerebro para procesar los significados de los sonidos. Es una alteración de la vía ventral o «del qué» del cerebro. Las personas con agnosia auditiva son físicamente capaces de oír los sonidos y describirlos utilizando términos no relacionados con ellos, pero no son capaces de reconocerlos. Pueden describir las características de los sonidos de su entorno, aunque fallando en su identificación correcta. Por ejemplo, podrían describir el sonido de un motor que arranca como algo que se parece al rugido de un león, pero no serían capaces de asociar ese sonido con «coche» o «motor». La agnosia auditiva está causada por un daño en las cortezas auditivas secundaria y terciaria del lóbulo temporal del cerebro.

## Tipos de agnosias auditivas
Existen diversos tipos de agnosia auditiva, cada uno de ellos con unas características específicas, y que responden a lesiones en diferentes áreas cerebrales.

### Agnosia auditiva verbal
es aquella en la que el paciente tiene dificultades para percibir e interpretar correctamente los estímulos auditivos de tipo lingüístico.
Hay tres tipos principales
- - En la alteración cortical de la audición o trastorno cortical auditivo, existen problemas para percibir, reconocer e interpretar tanto los estímulos verbales como los no verbales. Está provocada por la afección de la corteza auditiva primaria.
  - Cuando la gravedad del trastorno es tal que impide el correcto procesamiento de cualquier tipo de estímulo auditivo, se habla de sordera cortical. Este trastorno suele presentar una etiología vascular y afecta casi siempre a las cortezas auditivas de ambos hemisferios.
  - La agnosia auditiva verbal, o sordera verbal pura se caracteriza por la imposibilidad de comprender palabras. Los afectados por este trastorno son capaces de comunicarse mediante el lenguaje de signos, y pueden comprender las palabras escritas. También se encuentra conservada la capacidad de hablar, así como la de extraer el significado de la comunicación no verbal, como por ejemplo, el lenguaje corporal.[6] Esta clase de agnosia auditiva está causada por lesiones en el hemisferio izquierdo del cerebro, concretamente en el lóbulo temporal y el área de Wernicke.[7] También se ha descrito esta patología en los casos de lesiones bilaterales de la circunvolución temporal anterior o media.

### Agnosia auditiva no verbal
También llamada agnosia auditiva para los sonidos es una incapacidad para procesar cualquier tipo de sonido ambiental no verbal (incluyendo ruidos industriales, de animales, etc.).

### Amusia
La amusia es la incapacidad para reconocer la música. El término "amusia" cubre un amplio espectro: desde aquellos casos en los que simplemente existe un déficit de la capacidad rítmica, hasta aquellos casos en los que hay un deterioro generalizado de la capacidad de procesamiento musical. Los pacientes más afectados por este tipo de trastorno perciben la música como simple ruido.  

### Agnosias paralingüísticas
está alterada la capacidad de interpretar correctamente aspectos afectivos como la entonación, el volumen o el ritmo. El paciente no es capaz de extraer la información emocional del discurso ajeno. También se le denomina agnosia auditiva afectiva. La fonoagnosia, por su parte, consiste en la incapacidad para reconocer voces familiares (el equivalente auditivo a la prosopagnosia, de carácter visual). Estas afecciones parecen estar relacionadas con lesiones cerebrales en las áreas temporales y parietales del hemisferio derecho.

## Pruebas de diagnóstico de la agnosia auditiva

### Prueba de discriminación de sonidos sin significado
En esta prueba, se presenta a los sujetos dos ruidos sintéticos consecutivos (normalmente, con un intervalo de dos segundos). Entonces se les pregunta si los sonidos eran iguales o diferentes. Aquellas personas con daños en el hemisferio derecho obtienen una puntuaciones significativamente inferiores que las personas con daños en el hemisferio izquierdo, o que las pertenecientes a un grupo de control.

### Prueba de identificación de sonidos con significado
En esta prueba se presenta a los sujetos un sonido natural, seguido de cuatro imágenes. Se pide al sujeto que señale hacia el dibujo que mejor represente el sonido que acaban de oír. Aquellas personas con daños en el hemisferio izquierdo tienen un rendimiento significativamente inferior que los pertenecientes al grupo de control, y que los afectados por lesiones en el hemisferio derecho.

## Casos especiales
Un hombre de 74 años conocido como «M» supuso un caso especial de agnosia auditiva. "M" sufría un «daño unilateral izquierdo en las regiones parietal y temporal posterior» (Saygin, Leech, y Dick, 2010, p. 107) incluida el área de Wernicke. Estas áreas cerebrales están asociadas con el procesamiento del lenguaje. El paciente sufrió un infarto cerebral a la edad de 62, y recibió una terapia intensiva durante doce semanas para ayudarle a recuperarse y mejorar su discurso. Fue capaz de recobrar su capacidad lingüística, pero cuando se le sometió a una prueba a la edad de 74 años, presentó grandes dificultades en el reconocimiento de sonidos ambientales de carácter no verbal. No presentaba déficits de comprensión verbal, ni problemas de audición. Estos síntomas son muy extraños, ya que la agnosia auditiva para sonidos no verbales suele asociarse a daños en el hemisferio derecho. «M» era capaz de identificar villancicos que le resultaban familiares, así como algunos sonidos de animales. Al oír música, no podía distinguir instrumentos o voces individuales, pero sabía que lo que estaba escuchando era música. Los estudios de imagen por resonancia magnética funcional muestran que, tras el infarto, el cerebro se recableó a sí mismo como una forma de compensación neuronal para recuperar las funciones afectadas.